# Karl Falcke
Karl Richard Falcke (* 20. Juni 1857 in Hohenstein; † 22. September 1914 in Dresden) war ein sächsischer Generalleutnant.

## Leben
Falcke, Sohn eines Kaufmanns, trat im Jahre 1875 als Avantageur in das Grenadier-Regiment „Kaiser Wilhelm, König von Preußen“ (2. Königlich Sächsisches) Nr. 101 der sächsischen Armee ein und wurde dort noch im selben Jahr zum Fähnrich ernannt. Er avancierte am 24. Februar 1877 zum Leutnant. 1883 folgte die Beförderung zum Oberleutnant und am 13. Dezember 1889 die zum Hauptmann und Kompaniechef im Regiment. Nach Beförderung zum Major am 26. März 1899 wurde er als Adjutant beim neu aufgestellten XIX. (II. Königlich Sächsischer) Armee-Korps verwendet. Er wurde 1901 als Bataillonskommandeur des II. Bataillons in das 7. Infanterie-Regiment „König Georg“ Nr. 106 abkommandiert. 1904 wurde er als etatsmäßiger Stabsoffizier zum Stab des Regiments versetzt und in dieser Position am 21. März 1904 zum Oberstleutnant befördert. Falcke wurde am 25. März 1907 zum Oberst befördert und als Kommandeur zum 6. Infanterie-Regiment Nr. 105 „König Wilhelm II. von Württemberg“ in Straßburg versetzt. Nach Beförderung zum Generalmajor am 20. März 1911 wurde er Kommandeur der 7. Infanterie-Brigade Nr. 88. 1913 wurde er zum Inspekteur der Landwehr-Inspektion-Dresden ernannt und blieb auch nach Ausbruch des Ersten Weltkrieges in dieser Position. Nach längerem Leiden verschied er schon einige Monate nach Kriegsanfang. Er wurde auf dem Dresdner Johannisfriedhof begraben. Er war Beisitzer der Gesellschaft für Erdkunde und Kolonialwesen.